# Río Rappahannock
El río Rappahannock (del inglés:  Rappahannock River) es un río de la vertiente Atlántica de los Estados Unidos que discurre por el estado de Virginia. 
Mide aproximadamente 294 kilómetros. Atraviesa todo el norte del estado, desde las Montañas Blue Ridge en el oeste hasta la bahía de Chesapeake al sur del río Potomac, pasando por Piedmont. 
Debido al continuo obstáculo que ha supuesto a lo largo de la historia en los movimientos norte-sur fue, durante la Guerra de Secesión, la frontera entre la Unión y la Confederación. A lo largo del Rappahannock se asentaron los primeros colonos de Virginia. Irriga una cuenca de 7405 km², aproximadamente el 6% del estado. La mayor parte de esta área es rural y forestal aunque la expansión de Washington ha llevado a que se creen nuevos barrios residenciales de la capital en las lindes del río.

## Descripción
El Rappahannock nace en las montañas en Chester Gap, en el condado de Fauquier. Avanza hacia el sudeste a través de Remington y Fredericksburg. Al sudeste de esta última ciudad, el río se ensancha a lo largo de un estuario de 80 kilómetros pasando por Tappahannock. Entra en la bahía de Chesapeake aproximadamente a 24 kilómetros del sur de la desembocadura del río Potomac, entre Windmill Point y Stingray Point, a unos 80 km de la ciudad de Richmond, la capital de Virginia. El estuario del río es un importante lugar de pesca y recolección de ostras y cangrejos.
En el Rappahannock desemboca el río Rapidan aproximadamente a 16 kilómetros al noroeste de Fredericksbyurg.